# Bầu cử Hội đồng Nhân dân Tối cao Cộng hòa Dân chủ Nhân dân Triều Tiên 2009
Bầu cử quốc hội tại Cộng hòa Dân chủ Nhân dân Triều Tiên nhằm bầu ra Hội nghị Nhân dân Tối cao lần thứ 12 diễn ra vào ngày 8 tháng 3 năm 2009. Đáng lẽ cuộc bầu cử được diễn ra vào ngày 5 tháng 8 năm 2008, nhưng đã bị hoãn lại vì lý do chưa xác định, nhưng các nhà phân tích suy đoán là liên quan đến vấn đề sức khỏe của Kim Jong-il. Tất cả các ứng cử viên trong cuộc bầu cử là thành viên của Mặt trận Dân chủ Thống nhất Tổ quốc và đã được Đảng lao động Triều Tiên chọn trước. Mỗi ghế trong 687 khu vực bầu cử có một ứng cử viên tranh cử, cho nên kết quả được bảo đảm là hoàn toàn cho Mặt trận Dân chủ Thống nhất Tổ quốc, bất kể số người tham gia bầu cử. Ông Kim Jong-il, Tổng bí thư Đảng lao động Triều Tiên kiêm Chủ tịch Hội đồng Quốc phòng, tranh cử trong địa hạt số 333.
Ngày 8 tháng 3 năm 2009, các thông tấn xã đưa tin rằng Kim Jong-woon, con trai của nhà lãnh đạo hiện nay Kim Jong-il, đã xuất hiện trong lá phiếu để được bầu vào Hội nghị Nhân dân Tối cao. Sau cuộc bầu cử Hội nghị mới "có thể thay đổi các thành viên nội các [của Kim] và Hội đồng Quốc phòng, cơ quan cầm quyền." Việc Kim sẽ đưa các con mình hay các nhà lãnh đạo quân sự vào nội các năm nay không được rõ, và cơ hội thay đổi quyền thế được các nhà quan sát quốc tế quan tâm.
Đến trưa, 71% cử tri đăng ký đã bỏ phiếu. Nam giới và phụ nữ mặc các bộ com-lê và chosŏn-ot (trang phục truyền thống) để bỏ phiếu. Kết quả chính thức được công bố vào ngày 9 tháng 3 năm 2009. Theo nguồn tin từ thông tấn xã chính thức của Triều Tiên, tất cả mọi cử tri đăng ký đã bỏ phiếu. Kim Jong-il được nhất trí bầu lại, nhưng không thấy tên của các con ông trong danh sách người thắng cử.
| “ | Tôi bỏ một lá phiếu ái quốc, một lá phiếu ủng hộ với tấm lòng làm mạnh hệ thống xã hội chủ nghĩa của chúng ta - hệ thống tốt nhất trên thế giới, bền vững như một hòn đá. | ” |

## Kết quả
| Danh sách | Ghế |
| --- | --- |
| Mặt trận Dân chủ Thống nhất Tổ quốc - Đảng Lao động Triều Tiên (Chŏson Rodong-dang) - Đảng Dân chủ Xã hội Triều Tiên (Chŏson Sahoeminju-dang) - Đảng Thanh hữu Thiên Đạo giáo (Ch'ŏndogyo Ch'ŏng'u-dang) | 687 |
| Tổng cộng | 687 |
| Nguồn: |     |